# Dębłowo
Dębłowo – wieś w Polsce, położona w województwie wielkopolskim, w powiecie gnieźnieńskim, w gminie Mieleszyn.
Wieś duchowna, własność kapituły katedralnej gnieźnieńskiej, pod koniec XVI wieku leżała w powiecie gnieźnieńskim województwa kaliskiego. W latach 1975–1998 miejscowość administracyjnie należała do województwa poznańskiego.
W 1860 urodził się tutaj Wojciech Trąmpczyński, polski polityk, prawnik, marszałek Sejmu i Senatu.